# デイヴィッド・フローリー
デイヴィッド・フローリー（David Frawley、1950年 - ）とはアメリカ合衆国のヒンドゥー教著述家。別名ヴァーマデーヴァ・シャーストリー（Vāmadeva Śāstrī、デーヴァナーガリー表記：वामदेव शास्त्री)。米国ヴェーダ研究所所長。
ウィスコンシン州のカトリックの家庭に生まれたが、のちにヒンドゥー教の信仰を持つに至った。その過程は2001年に刊行された自著How I Became a Hinduに記されている。
古代インド史におけるアーリア人移住説（en:Indo-Aryan migration）に反対し、The Myth of the Aryan Invasion Theoryを発表した。この本はオンラインでも公開されている。

## 著作
- 『アーユルヴェーダのハーブ医学 東西融合の薬草治療学』出帆新社、2000年 ISBN 978-4-915497-47-6
- 『改訂 アーユルヴェーダとマルマ療法』産調出版、2009年 ISBN 978-4882826972

その他未邦訳著書多数。